# Paul Kumpen
Paul Kumpen (5 mei 1949) is een Belgisch ondernemer en bestuurder. Hij was gedelegeerd bestuurder van bouwbedrijf Kumpen. Van 2015 tot 2018 was hij voorzitter van de Vlaamse werkgeversorganisatie Voka.

## Levensloop

### Kumpen
Paul Kumpen is een zoon van Constant Kumpen, die in 1945 in Hasselt de nv Kumpen oprichtte, actief in drainage en wegenbouw. Hij studeerde toegepaste economische wetenschappen aan het Rijksuniversitair Centrum Antwerpen en volgde een postuniversitaire opleiding bedrijfsbeheer en een managementopleiding aan de Vlerick Leuven Gent Management School. In 1973 stapte hij in het bedrijf van zijn vader, die datzelfde jaar overleed. In de jaren 1980 breidde Kumpen haar activiteiten uit met algemene bouwwerken en renovatiewerken, in 1978 werd K-Boringen opgericht, een specialist in ondergrondse buisdoorpersingen, en in 1995 startte Kumpen met vastgoedontwikkeling. Hij leidde de verschillende familiale ondernemingen samen met zijn broer Robert Kumpen en neef Jan Kumpen.
In 2002 nam wegenbouwer Aswebo uit Drongen een participatie van 50% in Kumpen. De Mechelse Bouwgroep Willemen nam in 2011 Aswebo over en ook de participatie van 50% in Kumpen. In 2016 nam Willemen het Hasseltse Kumpen helemaal over.

### Overige activiteiten
Kumpen is of was actief in diverse andere organisaties:
- bestuurder van de Vlaamse Confederatie Bouw (VCB)
- bestuurder van de Nationale Confederatie Bouw (NCB)
- voorzitter van BEM - Flemish Construction and Investment Company
- bestuurder van vzw Terlamen (Circuit Zolder)
- ondervoorzitter Koninklijke Automobiel Club van België (KACB)
- voorzitter van nv De Scheepvaart (1999-2006)
- bestuurder van Hogeschool PXL

Eind jaren 1990 stapte hij in Ridley en nam hij een belang van 50% in de fietsenfabrikant. Zijn zoon Anthony Kumpen werd commercieel directeur van de onderneming. In 2013 nam Ridley-oprichter Jochim zijn aandeel van 50% over.

### Voka
Hij is tevens een van de grondleggers van de Vlaamse werkgeversorganisatie Voka. Hij was voorzitter van de Federatie Kamers voor Handel en Nijverheid van Vlaanderen, de koepelorganisatie van de Vlaamse Kamers van Koophandel, op het moment dat zij in een alliantie stapte met het Vlaams Economisch Verbond (VEV) om Voka te vormen. In mei 2006 werd Paul Kumpen voorzitter van Voka - Kamer van Koophandel Limburg. Een functie die hij vervulde tot 1 januari 2016.
In 2015 werd Paul Kumpen benoemd tot nationaal voorzitter van Voka voor een termijn van drie jaar. Hij volgde Michel Delbaere op. Hij werd in deze hoedanigheid in 2018 door Wouter De Geest opgevolgd.

### Rallycross
Kumpen is een voormalig rallycrosser. Hij werd Belgische rallycrosskampioen in 1987 met een Porsche 911 BiTurbo 4x4 en is oprichter van het team PK Racing.

### Onderscheiding
Kumpen werd in 2015 benoemd tot officier in de Leopoldsorde.

### Privéleven
Kumpen is vader van vier kinderen, waaronder autocoureur Anthony Kumpen. Hij is ook een grootoom van autocoureur Max Verstappen.